# Sitangkai
Sitangkai è una municipalità di seconda classe delle Filippine, situata nella Provincia di Tawi-Tawi, nella Regione Autonoma nel Mindanao Musulmano.
Sitangkai è formata da 9 baranggay:
- Datu Baguinda Putih
- Imam Sapie
- North Larap
- Panglima Alari
- Sipangkot
- Sitangkai Poblacion
- South Larap (Larap)
- Tongmageng
- Tongusong